# Улянівка (Нікопольський район)
Уля́нівка — село в Україні, в Нікопольському районі Дніпропетровської області. Входить до складу Покровської міської громади. 
До 2018 року орган місцевого самоврядування — Шолоховська сільська рада. Населення — 121 мешканець.

## Географія
Село Улянівка знаходиться за 2 км від лівого берега річки Базавлук, на відстані 1 км від села Миронівка. По селу протікає пересихає струмок з загати.